# Maximilian Michael Hölldampf
Maximilian Michael Hölldampf (* 14. Januar 1835 in Herlikofen; † 11. März 1897 in Reutlingen) war ein württembergischer Verwaltungsjurist.

## Leben
Hölldampf war der Sohn eines Landwirts und studierte nach dem Besuch des Obergymnasiums Ellwangen von 1854 bis 1857 Regiminalwissenschaften in Tübingen. Er legte 1857 die erste und 1859 die zweite höhere Dienstprüfung ab. 
Er war von 1859 bis 1862 Aktuariatsverweser bei den Oberämtern Nagold, Ellwangen, Backnang und Freudenstadt. Von 1862 bis 1870 war er Oberamtsaktuar beim Oberamt Waldsee und danach ab April 1870 Regierungsassessor bei den Regierungen des Neckarkreises in Ludwigsburg und des Schwarzwaldkreises in Reutlingen.
Danach war er Oberamtmann bei den Oberämtern in Freudenstadt (September 1870 bis 1873), Tettnang (1873 bis 1882) und Ehingen (1882 bis 1888). Ab 1888 war bei der Regierung des Schwarzwaldkreises zunächst als Regierungsrat und später als Oberregierungsrat tätig. Dort wurde er 1890 Vorsitzender der Landarmenbehörde.
Hölldampf war römisch-katholischer Konfession.

## Ehrungen
- Württembergischer Friedrichsorden, Ritterkreuz I. Klasse